# Easy24
Easy24 er en norsk dagligvare-kæde der blander flere butikstyper: kiosk, supermarked og fastfood.
Den første butik i Danmark åbnede i foråret 2006 på Kildegårds Plads i Gentofte, der dog lukkede ned igen i 2010. Planen er at åbne for op mod 200 butikker i Danmark. I Norge findes der indtil videre 16 butikker (juli 2006). 
Easy24 blander conveniencestore-konceptet der blandt andet kendes fra 7-Eleven med traditionelle dagligvarer til almindelige supermarkedspriser. Samtidig har de et stort udvalg af færdigretter og fastfood – og lange åbningstider. Konceptet minder således lidt om det der kendes fra Irma City. Begge kæder er rettet mod travle storby-mennesker der skal klare småindkøb og frokosten/aftensmaden på én gang – også på skæve tidspunkter.
Det er den norske Reitangruppen, der også driver 7-Eleven og Rema 1000, der driver Easy24 i både Norge,Danmark og Sverige